# Пейо Пеев (барабанист)
Вижте пояснителната страница за други личности с името Пейо Пеев.
Пейо Пеев е български барабанист, основател на групите „Импулс“ и „Спринт“.

## Биография
Роден е на 2 октомври 1951 г. в София. Първата му група е „Тонус“, а след това работи и с групите „Кристали“ и „Звезди“. През март 1979 г. заедно с Илия Кънчев и Васил Стоев основават група Импулс, която е студийна група към БНР. През 1981 г. музикантът напуска Импулс и основава група Спринт. Той става композитор и аранжор на групата. През 1989 взимат участие във фестивала „Рок за деморкация“. През 1995 г. песента „Кой си ти“ получава наградата на БНР в Златния Орфей, а на следващата година песента „Няма как да ти кажа“ взима първа награда. През 1999 г. създава музикалната компания „The Sprint Projeckt“. През 2007 г. създава продуцентската компания „The Sprint Production“. От 2008 е музикален директор на фестивалът за нова българска поп-рок музика „София“.